# 郎顾之争
郎顾之争是指与中国新左翼经济学家郎咸平和企业家顾雏军有关的一系列争论，该争论始于郎咸平质疑顾雏军的格林柯尔收购科龙（海信家电旗下的电冰箱企业）、美菱（长虹美菱下属的电冰箱企业），兼有批评中国的产权改革及市场化，后演化为一场以两人为中心的一场社会经济争论。

## 经过
2004年8月9日，时为香港中文大学教授的郎咸平在复旦大学发表演讲《在“国退民进”的盛宴中狂欢的格林柯尔》。郎咸平在演讲中指责顾雏军以“七大招”谋取国家的利益。13号，顾雏军聘请香港律师齐伯礼向郎咸平发出律师函，称郎咸平“诽谤”自己。顾雏军在出狱后说美的公司的何享健为吞并科龙，贿赂郎咸平。美的方面则发表声明称此番指控无根据，要对顾雏军提起诽谤诉讼。

## 影响
郎顾之争直接影响了中国的国有企业改革。2004年9月14日，国务院国有资产监督管理委员会（国务院国资委）发布《关于企业国有产权转让有关问题的通知》，进一步规定了转让企业国有产权涉及上市公司国有股性质变化的操作办法。2004年12月13日，时任国务院副总理的黄菊表示“要明确大型企业不准搞管理层收购，中小企业的管理层收购也要区别情况，要规范。对于管理层收购，国资委要制定发布专门文件，做到有章可循”。2005年4月14日，国务院国资委进一步出台了《企业国有产权向管理层转让暂行规定》，明确提出四类企业国有产权不得向管理层转让。